# Estinzione dell'Olocene

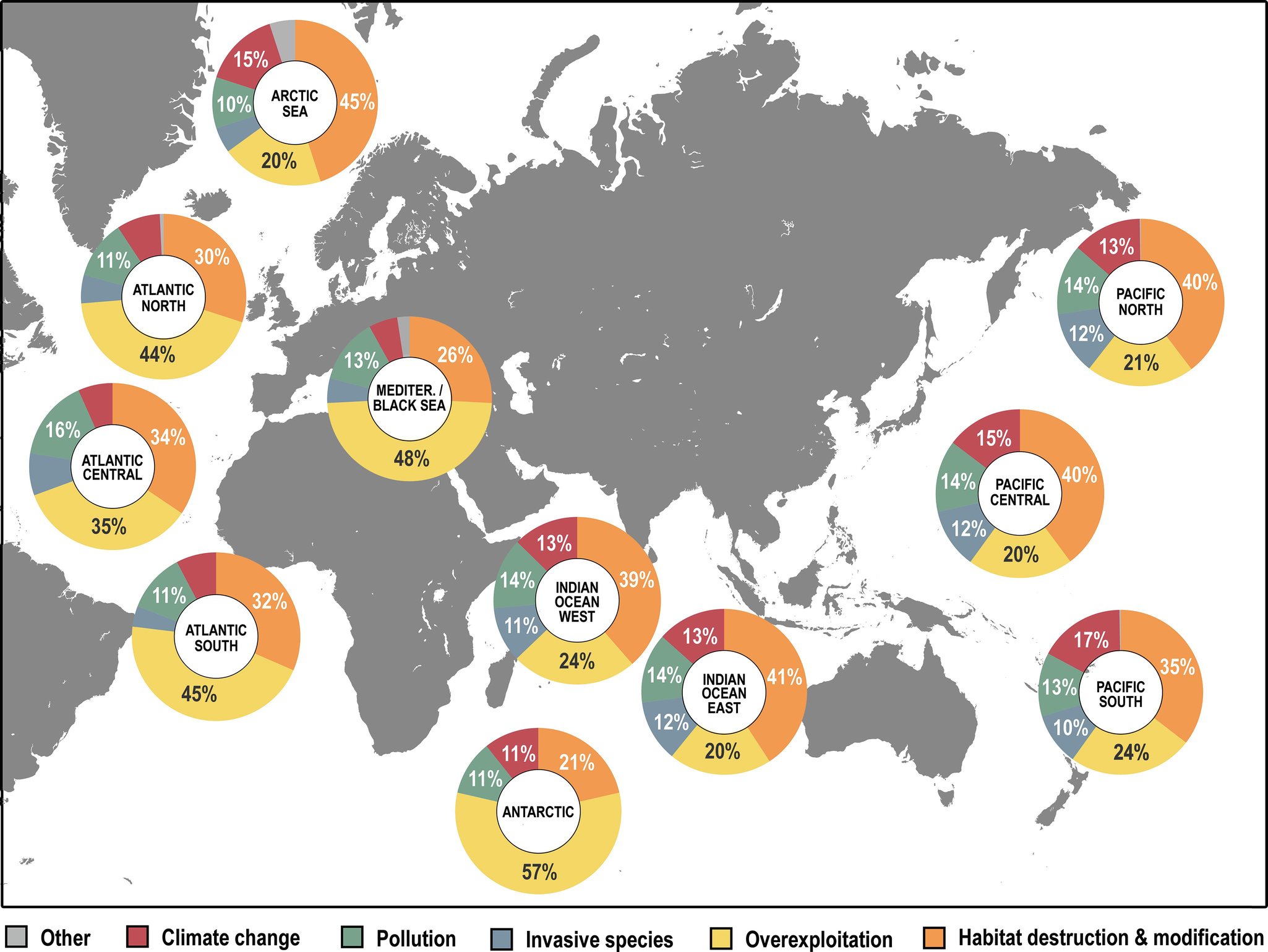
Distribuzione globale dei fattori di stress delle specie marine durante l'Antropocene.

L'estinzione dell'Olocene, anche detta sesta estinzione di massa o estinzione dell'Antropocene, è un'estinzione di specie durante l'attuale epoca Olocene (il cui periodo più recente viene talvolta definito Antropocene) dovuta all'attività dell'uomo. Le estinzioni comprese si estendono a numerosi gruppi di piante ed animali, inclusi i mammiferi, gli uccelli, i rettili, gli anfibi, i pesci e gli invertebrati. A causa della crescente degradazione degli habitat altamente biodiversificati come le barriere coralline e le foreste pluviali, insieme ad altre aree, la gran parte di queste estinzioni è ipotetica, dal momento che le specie conosciute ad oggi dall'uomo sono solo una frazione di quelle esistenti o esistite, oppure nessuno ha ancora certificato la loro completa estinzione.
L'attuale tasso di estinzione delle specie è stimato essere tra le 100 e le 1000 volte più alto rispetto al tasso naturale di estinzione.

## Descrizione
L'estinzione dell'Olocene comprende la scomparsa dei grandi animali terrestri conosciuti come megafauna, cominciando dall'ultima era glaciale. La megafauna al di fuori del continente africano (quindi escludendo il Madagascar), che non si è evoluta insieme agli umani, si è dimostrata altamente suscettibile all'introduzione di nuovi predatori, e molti si sono estinti subito dopo che i primi umani hanno cominciato a diffondersi e a cacciare sulla Terra (molte specie africane si sono estinte nell'Olocene, ma – con poche eccezioni – la megafauna del continente è rimasta largamente incolume fino a poche centinaia di anni fa). Queste eccezioni, occorse intorno al confine tra Pleistocene ed Olocene, vengono talvolta definite l'estinzione del periodo Quaternario.
La teoria più popolare è che la caccia intensiva si sia aggiunta a condizioni di stress pre-esistenti, visto che l'estinzione coincide con la comparsa umana. Nonostante ci sia un dibattito circa l'incidenza che la predazione umana abbia avuto sul declino delle specie, alcune di queste estinzioni sono direttamente correlate all'arrivo degli umani, come ad esempio  in Nuova Zelanda (1200 d.c.) , Hawaii (500 d.c.), Isole Marchesi (1 d.c.), Samoa e Tonga (1200 a.c.), Madagascar (500 d.c.). A parte gli umani, il cambiamento climatico potrebbe essere stato un fattore scatenante nelle estinzioni della megafauna, specialmente alla fine del Pleistocene.
Ecologicamente, il genere umano è stato classificato come un “superpredatore globale” senza precedenti, poiché preda costantemente gli adulti degli altri predatori,  e ciò ha avuto ripercussioni vastissime sulle catene alimentari. Si sono verificate estinzioni di specie su ogni continente e in ogni oceano: ci sono molti esempi famosi in Africa, Asia, Europa, Australia, Nord e Sud America, e sulle isole più piccole. In generale, l'estinzione dell'Olocene può essere collegata all'impatto umano sull'ambiente. L'estinzione dell'Olocene è stata suddivisa dallo storico Harari in tre ondate corrispondenti all'avvento dei cacciatori-raccoglitori, degli agricoltori e con la rivoluzione industriale continua nel ventunesimo secolo, la scomparsa o rarefazione di habitat, la pesca intensiva, l'acidificazione degli oceani e il declino degli anfibi sono alcuni dei più eclatanti esempi del declino cosmopolita della biodiversità.
La crescita della popolazione mondiale e l'aumento del consumo pro capite sono considerati le principali cause di questo declino.
Il Resoconto di Valutazione Globale sulla Biodiversità e sui Servizi dell'Ecosistema del 2019, pubblicato dalla Piattaforma Scientifico-politica Intergovernativa sulla Biodiversità e i Servizi dell'Ecosistema, afferma che circa un milione di specie di piante ed animali vanno incontro all'estinzione nel giro di decenni come risultato delle azioni umane.